# 어비스컴퍼니
어비스 컴퍼니는 대한민국의 연예기획사이다. 

## 소속 연예인
- 박원
- 선미
- 산다라박 (2NE1)
- 멜로망스 (김민석, 정동환)
- 적재
- 영탁

## 디스코그래피
- 어비스 컴퍼니의 음반